# Florida de Gómez
Florida de Gómez är en ort i Mexiko.   Den ligger i kommunen Abasolo och delstaten Guanajuato, i den centrala delen av landet, 280 km väster om huvudstaden Mexico City. Florida de Gómez ligger 1 693 meter över havet och antalet invånare är 284.
Terrängen runt Florida de Gómez är platt åt nordväst, men åt sydost är den kuperad. Runt Florida de Gómez är det ganska tätbefolkat, med 120 invånare per kvadratkilometer. Närmaste större samhälle är Abasolo, 7,5 km söder om Florida de Gómez. Trakten runt Florida de Gómez består till största delen av jordbruksmark.